# Абу-л-Фатх Султан Халил-хан
Султан-Халил (азерб. Sultan Xəlil) (? — 15 июня 1478) — 2-й султан империи, созданной туркоманской племенной конфедерацией Ак-Коюнлу (6 января — 15 июня 1478 года). Полное имя — Абу-л-Фатх Султан Халил-хан (азерб. Əbül-Fəth Sultan Xəlil xan)

## Биография
Третий сын и преемник Узун-Хасана (1423—1478), первого султана государства Ак-Коюнлу (1453—1478). В 1462 году после захвата города Хасанкейф Узун-Хасан передал его во владение своему сыну Халилу. В 1474 году после подавления мятежа его старшего брата Огурлу-Мухаммада (? — 1477) Халил был назначен Узун-Хасаном наместником провинции Фарс в Персии. Находясь в Ширване, Халил стал покровителем персидской литературы.
16 января 1478 года после смерти своего отца Узун-Хасана Султан-Халил становится вторым султаном государства Ак-Коюнлу. Вынужден был бороться против посягательств своих родственников на султанский престол. Вначале победил и казнил своего младшего брата Максуда, а других братьев, Ягуба и Юсуфа, заставил бежать из Ак-Коюнлу. Затем Халил-хан нанес поражение своему дяде Мурад-бею Баяндуру.
Султан-Халил пытался продолжить деятельность своего отца, который создал большое и централизованное государство. В этом ему противостояли местные наместники. Последние поддержали брата Султана-Халила — Ягуба, который вернулся на родину с войском. Вскоре Султан-Халил потерпел поражение в битве у Хоя, попал в плен и был казнен. Новым султаном государства Ак-Коюнлу стал принц Ягуб под именем Султан Ягуб.